# Lecane cornuta
Lecane cornuta är en hjuldjursart som först beskrevs av Müller 1786.  Lecane cornuta ingår i släktet Lecane och familjen Lecanidae. Arten är reproducerande i Sverige. Inga underarter finns listade i Catalogue of Life.